# Argheshābād
Argheshābād (persiska: ارغش آباد, اِبراهيم آباد) är en ort i Iran.   Den ligger i provinsen Teheran, i den norra delen av landet, 60 km väster om huvudstaden Teheran. Argheshābād ligger 1 141 meter över havet och antalet invånare är 559.
Terrängen runt Argheshābād är platt åt nordost, men åt sydväst är den kuperad. Runt Argheshābād är det tätbefolkat, med 849 invånare per kvadratkilometer. Närmaste större samhälle är Māhdāsht, 4,8 km nordost om Argheshābād. Trakten runt Argheshābād består i huvudsak av gräsmarker.